# Rivula niveipuncta
Rivula niveipuncta är en fjärilsart som beskrevs av Swinhoe 1905. Rivula niveipuncta ingår i släktet Rivula och familjen nattflyn. Inga underarter finns listade.